# 天間信紘
天間 信紘（てんま のぶひろ、1977年12月9日 - ）は、埼玉県出身の元俳優。血液型はO型。

## 出演作品

### テレビ
- スーパー戦隊シリーズ
  - 高速戦隊ターボレンジャー（1989年、日野俊二役）
  - 未来戦隊タイムレンジャー（2000年、ギエン人間体役）
  - 爆竜戦隊アバレンジャー（2003年）
- 東映不思議コメディーシリーズ
  - 美少女仮面ポワトリン（1990年、渋谷ケンジ役）
  - 不思議少女ナイルなトトメス（1991年、渋谷ケンジ役）

### 映画
- ぼくらの七日間戦争2（1991年、中尾和人役）
- ゴジラ・モスラ・キングギドラ 大怪獣総攻撃（2001年、山本役[1]）